# Ischyja gynnis
Ischyja gynnis är en fjärilsart som beskrevs av Louis Beethoven Prout. Ischyja gynnis ingår i släktet Ischyja och familjen nattflyn. Inga underarter finns listade i Catalogue of Life.